# Allopiophila testacea
Allopiophila testacea är en tvåvingeart som först beskrevs av Axel Leonard Melander 1924.  Allopiophila testacea ingår i släktet Allopiophila och familjen ostflugor. Inga underarter finns listade i Catalogue of Life.